# ITV Quiz
ITV Quiz é um canal de televisão aberto britânico de propriedade da ITV Digital Channels, uma divisão da ITV plc . O canal foi anunciado pela primeira vez em 16 de abril de 2025 e lançado em 9 de junho de 2025, substituindo o ITVBe. O canal transmite principalmente reprises de game shows produzidos para a ITV.

## História
Em 16 de abril de 2025, a ITV anunciou que o ITVBe seria encerrado e substituído por um novo canal voltado para programas de game shows, chamado ITV Quiz, enquanto a programação do ITVBe seria transferida para o ITV2 e ficaria disponível no ITVX. A programação do novo canal teria como foco principal as reprises de game shows da ITV.
O formato do canal não tem relação com o do canal ITV Play, de curta duração, que se concentrava exclusivamente em programas telefônicos usando chamadas de tarifa premium e foi fechado em meio a polêmicas em torno desses programas.
O ITV Quiz foi lançado em 9 de junho de 2025, substituindo o ITVBe em seus slots de canal. Sua programação de lançamento apresentou game shows recentes da ITV, como Deal or No Deal de Stephen Mulhern, Lingo, Tenable, Tipping Point, Wheel of Fortune de Graham Norton e Who Wants to Be a Millionaire?. O canal compete principalmente com o Challenge, da Sky Group, que por sua vez transmite alguns dos programas de jogos da ITV (como The Chase).
Assim como os outros canais da ITV, o ITV Quiz apresenta sua própria edição do Unwind with ITV, que compartilha o horário noturno do canal com televendas.